# Élections constituantes de 1945 dans la colonie d'Oubangui-Chari-Tchad
Les élections législatives françaises de 1945 se déroulent le 21 octobre.

## Mode de scrutin
Les députés métropolitains sont élus selon le système de représentation proportionnelle suivant la règle de la plus forte moyenne dans le département, sans panachage ni vote préférentiel. Il y a 586 sièges à pourvoir.
Dans la colonie d'Oubangui-Chari-Tchad, deux députés sont à élire au scrutin uninominal majoritaire à deux tours.
Un siège pour le collège des citoyens, un pour celui des non-citoyens.
Un second tour est prévu le 4 novembre si aucun candidat ne dépasse les 50%.

## Élus
Les deux députés élus sont : 
| Identité                   | Parti    |
| -------------------------- | -------- |
| René Malbrant              | UDT-UDSR |
| Guy Baucheron de Boissoudy | UDT-UDSR |

## Résultats

### Collège des citoyens
|                | UDT-UDSR       | René Malbrant      | 666   | 79,95  |  |  |
|                | App.SFIO       | Marcel Tournade    | 110   | 13,21  |  |  |
|                |                | Georges Nègre      | 40    | 4,80   |  |  |
|                |                | Baptiste Bannister | 17    | 2,04   |  |  |
|                |                |                    |       |        |  |  |
| Inscrits       | Inscrits       | Inscrits           | 1 366 | 100,00 |  |  |
| Votants        | Votants        | Votants            | 909   | 66.55  |  |  |
| Blancs et nuls | Blancs et nuls | Blancs et nuls     | 76    | 8,36   |  |  |
| Exprimés       | Exprimés       | Exprimés           | 833   | 91,64  |  |  |

### Collège des non-citoyens
|                | UDT-UDSR       | Guy Baucheron de Boissoudy | 3 195 | 55,46  |  |  |
|                | App.PCF        | Aristide Issembé           | 2 250 | 39,06  |  |  |
|                | Socialiste     | Sekou Diarra               | 115   | 2,00   |  |  |
|                |                | Paul Dupuy                 | 91    | 1,58   |  |  |
|                |                | Jeanne Viale               | 57    | 0,99   |  |  |
|                |                | Gabriel Harou-Djanga       | 53    | 0,92   |  |  |
|                |                |                            |       |        |  |  |
| Inscrits       | Inscrits       | Inscrits                   | 8 418 | 100,00 |  |  |
| Votants        | Votants        | Votants                    | 5 793 | 68,82  |  |  |
| Blancs et nuls | Blancs et nuls | Blancs et nuls             | 32    | 0,55   |  |  |
| Exprimés       | Exprimés       | Exprimés                   | 5 761 | 99,45  |  |  |